# Paithan
Paithan — पैठण en marathi — és una ciutat i municipi del Districte d'Aurangabad (Maharashtra). És a uns 56 km al sud d'Aurangabad, a la vora del Godavari. Prop hi ha la presa de Jayakwadi que atreu una important migració d'ocells de Sibèria. Consta al cens del 2001 amb una població de 34.556 habitants. El 1901 tenia 8.638 habitants. Destaquen el jardí de Sant Dnyaneshwar, Jayakwadi dam bird sanctuary i Shani Shignapur (prop de la ciutat).

## Història
Asoka va enviar missioners al petenikes que segurament eren els habitants de la comarca de Paithan. Fou l'antiga capital del regne dels satavahanes (segle II aC a II dC). Inscripcions del segle II trobades a les coves de Pitalkhara prop de Chalisgaon parlen dels mercades de Pratisthan. Claudi Ptolemeu l'esmenta com la capital de Pulumayi II, el rei andhra (satavahana) que va governar vers 138 a 70 aC. És una de les poques ciutats interiors esmentades pel Periplus Maris Erytharaei (del segle I) i l'assenyala com un gran centre de comerç. Hi hauria nascut Salivahana relacionat amb l'era que porta el seu nom, però que podria ser una corrupció de Satavahana, el títol dels reis andhres. De la ciutat antiga no en queda cap resta. A la meitat del segle xiv es va fundar a Paithan la secta de Manbhau que exigia l'adoració exclusiva de Krishna, la supressió de les castes i la vida de mendicitat, i que encara subsisteix dividit en una branca més estricta i una més moderada. La ciutat moderna inclou nombrosos temples hinduistes.